# Les Thons
Les Thons is een gemeente in het Franse departement Vosges in de regio Grand Est en telt 144 inwoners (1999). De plaats maakt deel uit van het arrondissement Neufchâteau.

## Geschiedenis
De gemeente maakte deel uit van het kanton Lamarche tot dat op 22 maart 2015 werd opgeheven en de gemeenten werden opgenomen in het kanton Darney.

## Geografie
De oppervlakte van Les Thons bedraagt 10,0 km², de bevolkingsdichtheid is 14,4 inwoners per km².
De onderstaande kaart toont de ligging van Les Thons met de belangrijkste infrastructuur en aangrenzende gemeenten.

## Demografie
Onderstaande figuur toont het verloop van het inwonertal.
Les Ableuvenettes · Ahéville · Ainvelle · Ameuvelle · Bainville-aux-Saules · Bazegney · Begnécourt · Bleurville · Blevaincourt · Bocquegney · Bouzemont · Châtillon-sur-Saône · Circourt · Claudon · Damas-et-Bettegney · Damblain · Dommartin-aux-Bois · Dompaire · Fignévelle · Fouchécourt · Frain · Gelvécourt-et-Adompt · Gignéville · Girancourt · Godoncourt · Gorhey · Grignoncourt · Hagécourt · Harol · Hennecourt · Isches · Lamarche · Légéville-et-Bonfays · Lironcourt · Madonne-et-Lamerey · Marey · Maroncourt · Martigny-les-Bains · Martinvelle · Mont-lès-Lamarche · Monthureux-sur-Saône · Morizécourt · Nonville · Racécourt · Regnévelle · Robécourt · Romain-aux-Bois · Rozières-sur-Mouzon · Saint-Julien · Senaide · Serécourt · Serocourt · Les Thons · Tignécourt · Tollaincourt · Vaubexy · Velotte-et-Tatignécourt · Ville-sur-Illon · Villotte · Viviers-le-Gras